# 鲁道夫·舒斯特
鲁道夫·舒斯特（1934年1月4日—），斯洛伐克政治人物，1999年6月15日至2004年6月15日担任斯洛伐克总统。

## 生平
鲁道夫·舒斯特生于捷克斯洛伐克科希策。1983年至1986年、1994年至1999年，两次担任科希策市长。